# تیچوو
تیچوو (به لاتین: Tychowo) یک منطقهٔ مسکونی در لهستان است که در گمینا تخووو واقع شده‌است. تیچوو ۲٬۵۰۰ نفر جمعیت دارد.